# 켈리 오코인

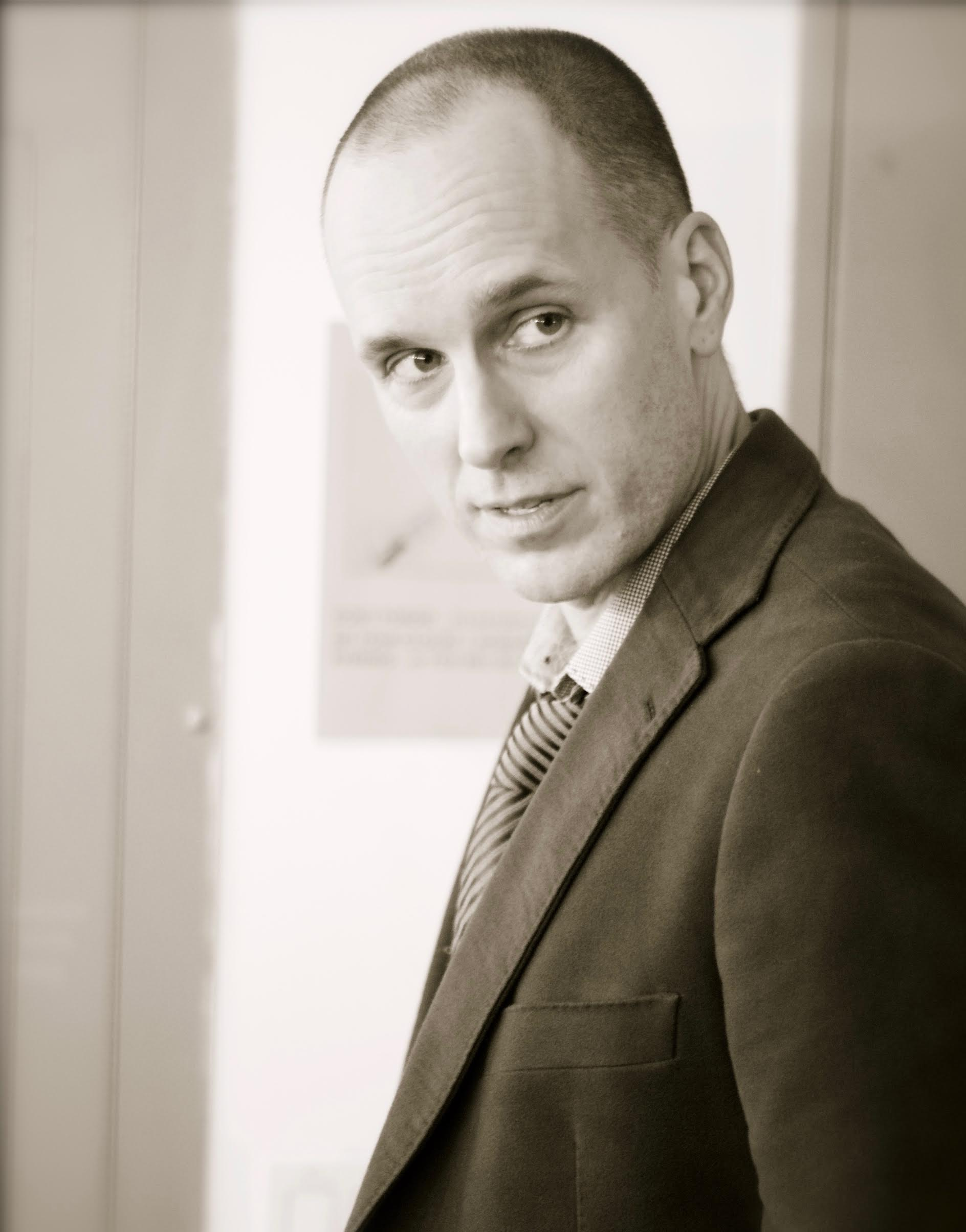

켈리 오코인(Kelly AuCoin, 1967년 2월 14일 ~ )은 미국의 배우, 텔레비전 배우이다.
힐스버러에서 태어났다.

## 방송
- 빌리언스
- 하우스 오브 카드 시즌3
- 디 아메리칸즈 시즌3
- 더 아메리칸즈 시즌2

## 영화
- 우리 동네 기사단 (2018년)
- 드렁크 패어런츠 (2018년)
- 벤지 더 도브 (2017년)
- 더 위저드 오브 라이스 (2017년)
- 더 포스트 (2017년) - 마로니 차관보 역
- 빌리언스 (2016년)
- 컴플리트 언노운 (2016년)
- 버마 (2013년)
- 뮤직 네버 스탑 (2011년) - 닥터 길버트 역
- 줄리 & 줄리아 (2009년)
- 시리얼 (2007년)
- 킹덤 (2007년) - 엘리스 리치 역
- 어 퍼펙트 핏 (2005년)
- 뉴 아메리칸스 (2002년)
- 법과 질서 (1990년)